# Douglas County (Washington)
Douglas County je okres ve státě Washington v USA. K roku 2010 zde žilo 38 431 obyvatel. Správním městem okresu je Waterville. Celková rozloha okresu činí 4 789 km².

## Sousední okresy
| Růžice kompasu |                 | Okanogan County             |  | Růžice kompasu |
| Růžice kompasu | Chelan County   | Sever                       |  | Růžice kompasu |
| Růžice kompasu | Chelan County   | Douglas County (Washington) |  | Růžice kompasu |
| Růžice kompasu | Chelan County   | Jih                         |  | Růžice kompasu |
| Růžice kompasu | Kittitas County | Grant County                |  | Růžice kompasu |